# Epierus scitus
Epierus scitus är en skalbaggsart som beskrevs av Lewis 1888. Epierus scitus ingår i släktet Epierus och familjen stumpbaggar. Inga underarter finns listade i Catalogue of Life.